# EF-479

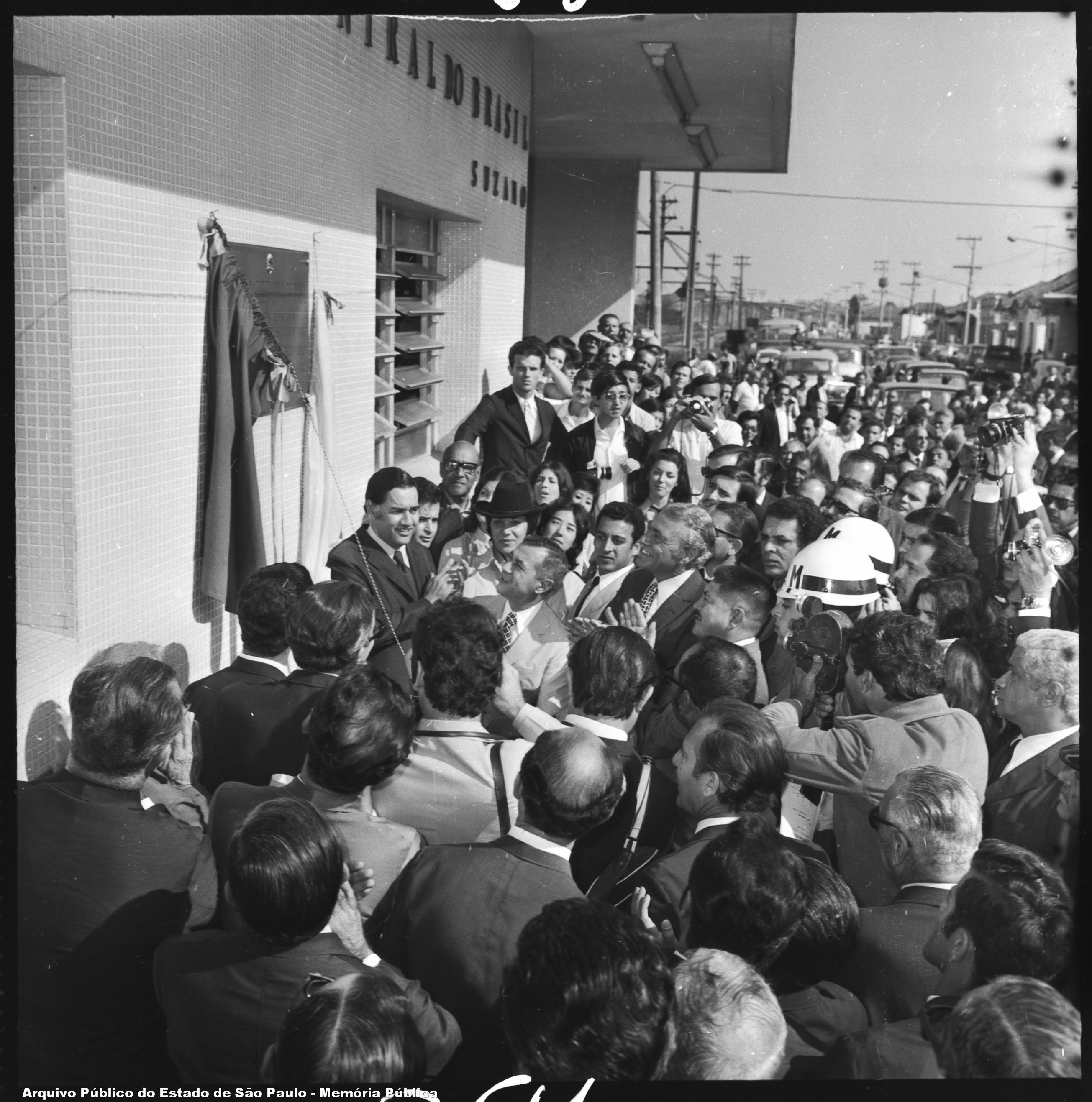
Cerimônia de inauguração da EF 479 em Suzano (1971). Arquivo Público do Estado de São Paulo.

A EF-479 (também conhecida por Trecho Leste do Ferroanel) é uma ligação ferroviária, em bitola larga, que liga a cidade de Suzano à cidade de Rio Grande da Serra, na Região Metropolitana de São Paulo. A via parte do Ramal de São Paulo, na Estação Suzano, cruza um pequeno trecho de Ribeirão Pires, até chegar a Estação Rio Grande da Serra, onde se conecta com a Linha Santos-Jundiaí.

## História
O ramal foi construído entre 1966 e 1971 pela empresa J.Cardoso de Almeida Sobrinho Engenharia e Construções S/A (atual Ferreira Guedes/Grupo Agis) para atender ao projeto do Anel Ferroviário de São Paulo (correspondendo ao Trecho Leste deste), proposto pela FEPASA e Rede Ferroviária Federal (RFFSA), com o objetivo de evitar o compartilhamento da malha ferroviária entre os trens urbanos de passageiros e os trens de cargas que vêm do Ramal de São Paulo e seguem para o porto de Santos. Com 31 km de extensão, a EF-479 foi inaugurada em 4 de agosto de 1971. Sua construção custou NCr$ 23.500.000,00 à época.
Sem este ramal, os cargueiros teriam que seguir pelo Ramal de São Paulo até a Estação Brás para acessar a Linha Santos-Jundiaí e daí seguir em direção ao porto, utilizando grandes trechos que formam a malha dos trens urbanos de passageiros, atualmente da CPTM.
Com a preferência pela Variante do Parateí, os cargueiros vindos do Ramal de São Paulo passaram a acessar a Região Metropolitana de São Paulo pela Estação Engenheiro Manoel Feio, em Itaquaquecetuba, tendo que compartilhar a malha com os trens urbanos de passageiros até a Estação Suzano, para então acessar a EF-479 e seguir para o Porto de Santos. 
Por conta dos conflitos gerados pelo compartilhamentos, em 2014 a concessionaria MRS Logística concluiu a chamada Segregação Leste, uma linha de 12 km de extensão, que segue paralela aos trilhos da CPTM entre a Estação Engenheiro Manoel Feio e a Estação Suzano, sendo exclusiva para trens cargueiros, eliminando o compartilhamento. A Segregação Leste passou a ser uma "extensão" da EF-479 até o início da Variante do Parateí, em Itaquaquecetuba.

## Operação
Em 1996 a EF-479 foi concedida pela RFFSA para a empresa MRS Logística, juntamente com o Ramal de São Paulo e a Linha Santos-Jundiaí.